# Abraham Puls

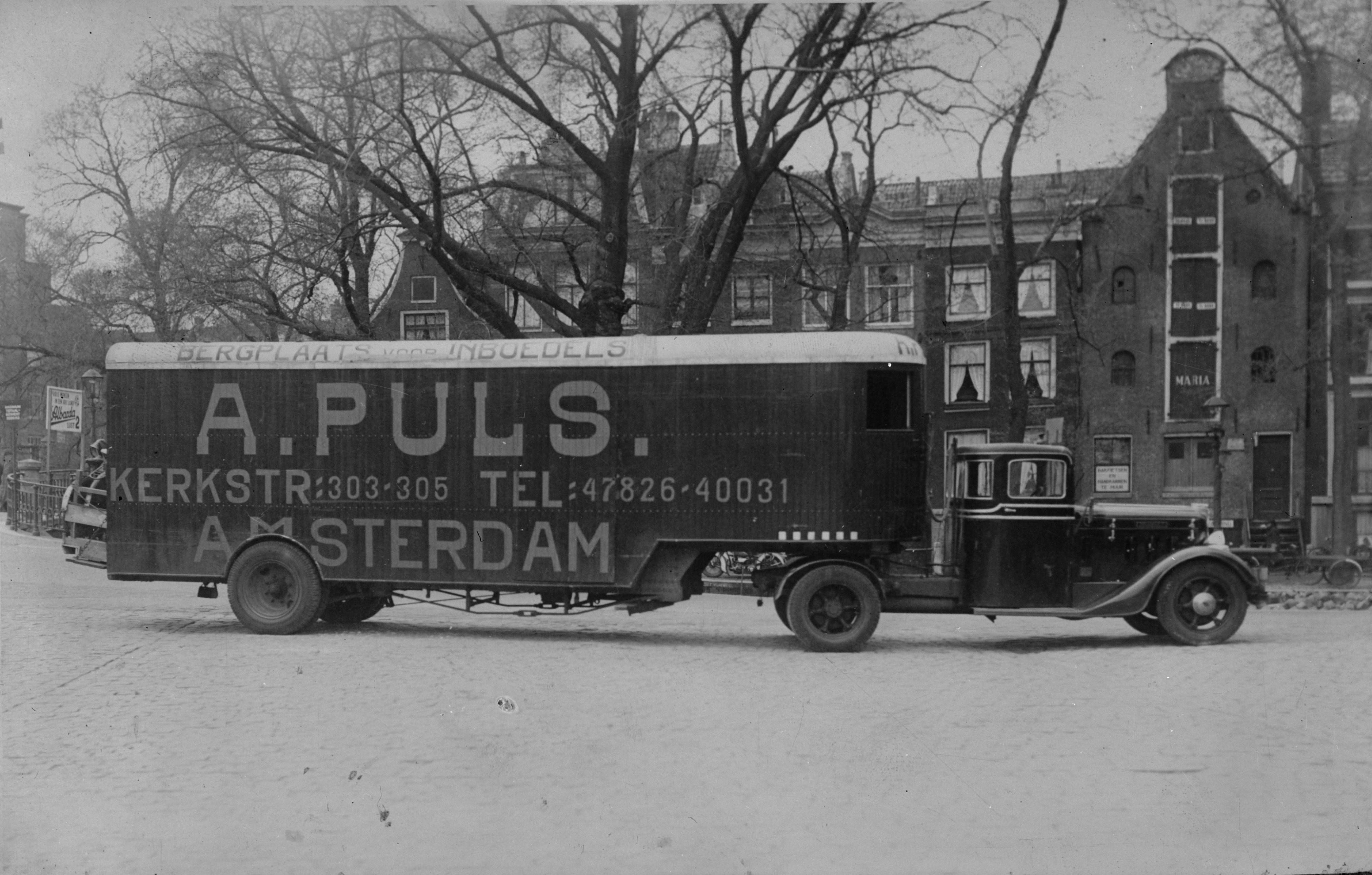
Verhuiswagen van de firma A. Puls

Abraham Puls (Amsterdam, 1 september 1902 – 3 september 1975) was een Amsterdamse ondernemer tijdens de Tweede Wereldoorlog. Hij was eigenaar van een verhuisbedrijf, gevestigd aan de Kerkstraat. Dit bedrijf kreeg in de oorlog een slechte naam doordat het meewerkte aan het leeghalen van de woningen van Joden en andere gedeporteerden. 
Puls was sinds 1 mei 1934 lid van de NSB in Nederland. Hijzelf, woonachtig aan de Stadhouderskade, gaf een aantal Joden aan bij de Duitsers. Voorts reed hij in opdracht van de Duitse bezetter met verhuiswagens (met de naam A. Puls) door Amsterdam om Joodse inboedels in te laden. Zijn naam gecombineerd met wat hij deed, leidde in het Nederlandse taalgebruik tot een nieuw werkwoord; pulsen. Dit werd in bezettingstijd gebruikt voor het leeghalen, in veel gevallen leegroven, van huizen van gedeporteerde of ondergedoken Joden. Volgens Loe de Jong werden er zeker 29 000 Joodse woningen gepulst. Het was de bedoeling dat de gepulste goederen per vrachtschip naar Duitsland en Oost-Europa zouden worden vervoerd, waar ze ten goede zouden komen aan degenen die door geallieerde bombardementen hun bezittingen hadden verloren. In de praktijk werd er veel gestolen, onder andere door voorbijgangers en door de werknemers van Puls en andere bedrijven. Veel goederen werden door Nederlandse handelaars opgekocht. 
Er zijn verslagen van buurtbewoners die zich over de goederen ontfermden en ze na de oorlog aan de eigenaren teruggaven - als die de oorlog hadden overleefd. Maar de meeste Joden kwamen niet terug, en als ze wel terugkwamen zagen ze hun eigendommen niet meer terug.
Een wagen van Abraham Puls haalde de spullen van Anne Frank, haar familie en de andere onderduikers in Het Achterhuis op, nadat zij allen op 4 augustus 1944 opgepakt waren.
Abraham Puls werd na de bevrijding door de Binnenlandse Strijdkrachten (BS) opgepakt en opgesloten in het Huis van Bewaring I (Weteringschans). Op 4 juni 1947 werd hij door het Bijzonder Gerechtshof Amsterdam ter dood veroordeeld,  maar zijn straf werd op 4 februari 1949 omgezet in levenslange gevangenisstraf en op 25 mei 1959 werd deze straf omgezet in een straf van 24 jaar. Na verblijf in gevangenissen te Leeuwarden, Hoorn en Haarlem, kwam hij eind 1961 vrij. Daarna verdiende hij tot medio 1970 de kost als marktkoopman met een verkoopkraam in plastic artikelen. Daarnaast had hij vanaf 1969 een ventvergunning tot 1972 voor de verkoop van consumentenijs, koek, gebak, suikerwaren en frisdranken.